# グッド・イヴニング・ニューヨーク・シティ〜ベスト・ヒッツ・ライヴ
『グッド・イヴニング・ニューヨーク・シティ〜ベスト・ヒッツ・ライヴ』（英語: Good Evening New York City）は、2009年に発表されたポール・マッカートニーのライブ・アルバム。

## 解説
2009年7月17日、18日、21日の3日間にわたって、ニューヨーク・メッツの本拠地であるシティ・フィールドで行われたコンサートの模様を収録したCD+DVD。
シティ・フィールドは、1965年にビートルズとしてコンサートを行ったシェイ・スタジアムに替わる球場として2009年に建設された。そこで最初にコンサートを行ったのが、ポール・マッカートニーである。
シェイ・スタジアムでの最後のコンサートは、ビリー・ジョエルが2008年7月17日と18日の2日間行っているが、18日には、マッカートニーがゲストで出演し、「アイ・ソー・ハー・スタンディング・ゼア」と「レット・イット・ビー」を共演している。逆に、本作では、ジョエルがゲストで参加し、「アイ・ソー・ハー・スタンディング・ゼア」を共演している。
本作では、マッカートニーが「ア・デイ・イン・ザ・ライフ」と「平和を我等に」というジョン・レノンの楽曲を演奏している。
「アイム・ダウン」では、1965年にシェイ・スタジアムで行われたビートルズのライブ映像が織り込まれている。
全35曲の内、ビートルズのナンバーが21曲、ウイングスが6曲、マッカートニーのソロ名義のナンバーが5曲、ファイヤーマンが2曲、さらにレノンの曲が1曲という構成になっている。
通常盤は、2CD＋1DVD、初回限定デラックス盤は、通常盤の3枚のフォーマットに加え、シティ・フィールドの公演に先駆け、2009年7月15日に米CBSテレビのトーク番組『レイト・ショー・ウィズ・デイヴィッド・レターマン』のために行ったニューヨークのエド・サリヴァン・シアターでのライヴの模様を収録したボーナスDVDが付く。

## 収録曲

### CD1
1. ドライヴ・マイ・カー - "Drive My Car"
2. ジェット - "Jet"
3. オンリー・ママ・ノウズ - "Only Mama Knows"
4. フレイミング・パイ - "Flaming Pie"
5. ゴット・トゥ・ゲット・ユー・イントゥ・マイ・ライフ - "Got To Get You Into My Life"
6. レット・ミー・ロール・イット - "Let Me Roll It"
7. ハイウェイ - "Highway"
8. ザ・ロング・アンド・ワインディング・ロード - "The Long And Winding Road"
9. マイ・ラヴ - "My Love"
10. ブラックバード - "Blackbird"
11. ヒア・トゥデイ - "Here Today"
12. ダンス・トゥナイト - "Dance Tonight"
13. カリコ・スカイズ - "Calico Skies"
14. ミセス・ヴァンデビルト - "Mrs Vandebilt"
15. エリナー・リグビー - "Eleanor Rigby"
16. シング・ザ・チェンジズ - "Sing The Changes"
17. バンド・オン・ザ・ラン - "Band On The Run"

### CD2
1. バック・イン・ザ・U.S.S.R. - "Back In The U.S.S.R."
2. アイム・ダウン - "I'm Down"
3. サムシング - "Something"
4. 夢の人 - "I've Got A Feeling"
5. ペイパーバック・ライター - "Paperback Writer"
6. ア・デイ・イン・ザ・ライフ / 平和を我等に - "A Day In The Life / Give Peace A Chance"
7. レット・イット・ビー - "Let It Be"
8. 007 死ぬのは奴らだ - "Live And Let Die"
9. ヘイ・ジュード - "Hey Jude"
10. デイ・トリッパー - "Day Tripper"
11. レディ・マドンナ - "Lady Madonna"
12. アイ・ソー・ハー・スタンディング・ゼア - "I Saw Her Standing There"
13. イエスタデイ - "Yesterday"
14. ヘルター・スケルター - "Helter Skelter"
15. ゲット・バック - "Get Back"
16. サージェント・ペパーズ・ロンリー・ハーツ・クラブ・バンド / ジ・エンド - "Sgt. Pepper's Lonely Hearts Club Band / The End"

### DVD1
1. ドライヴ・マイ・カー - "Drive My Car"
2. ジェット - "Jet"
3. オンリー・ママ・ノウズ - "Only Mama Knows"
4. フレイミング・パイ - "Flaming Pie"
5. ゴット・トゥ・ゲット・ユー・イントゥ・マイ・ライフ - "Got To Get You Into My Life"
6. レット・ミー・ロール・イット - "Let Me Roll It"
7. ハイウェイ - "Highway"
8. ザ・ロング・アンド・ワインディング・ロード - "The Long And Winding Road"
9. マイ・ラヴ - "My Love"
10. ブラックバード - "Blackbird"
11. ヒア・トゥデイ - "Here Today"
12. ダンス・トゥナイト - "Dance Tonight"
13. カリコ・スカイズ - "Calico Skies"
14. ミセス・ヴァンデビルト - "Mrs Vandebilt"
15. エリナー・リグビー - "Eleanor Rigby"
16. シング・ザ・チェンジズ - "Sing The Changes"
17. バンド・オン・ザ・ラン - "Band On The Run"
18. バック・イン・ザ・U.S.S.R. - "Back In The U.S.S.R."
19. アイム・ダウン - "I'm Down"
20. サムシング - "Something"
21. アイヴ・ガッタ・フィーリング - "I've Got A Feeling"
22. ペイパーバック・ライター - "Paperback Writer"
23. ア・デイ・イン・ザ・ライフ / 平和を我等に - "A Day In The Life / Give Peace A Chance"
24. レット・イット・ビー - "Let It Be"
25. 007 死ぬのは奴らだ - "Live And Let Die"
26. ヘイ・ジュード - "Hey Jude"
27. デイ・トリッパー - "Day Tripper"
28. レディ・マドンナ - "Lady Madonna"
29. アイ・ソー・ハー・スタンディング・ゼア - "I Saw Her Standing There"
30. イエスタデイ - "Yesterday"
31. ヘルター・スケルター - "Helter Skelter"
32. ゲット・バック - "Get Back"
33. サージェント・ペパーズ・ロンリー・ハーツ・クラブ・バンド / ジ・エンド - "Sgt. Pepper's Lonely Hearts Club Band / The End"

### DVD2
【デラックス盤】のみ
1. "Get Back" (Live from the Ed Sullivan Theater)
2. "Sing The Changes" (Live from the Ed Sullivan Theater)
3. "Coming Up" (Live from the Ed Sullivan Theater)
4. "Band On The Run" (Live from the Ed Sullivan Theater)
5. "Let Me Roll It" (Live from the Ed Sullivan Theater)
6. "Helter Skelter" (Live from the Ed Sullivan Theater)
7. "Back In The USSR" (Live from the Ed Sullivan Theater)
8. "Good Evening People" (Special Audience Documentary)
9. "I'm Down" (Full Performance)

## バントメンバー
- ポール・マッカートニー - lead vocals, bass, piano, guitar
- ポール'ウィックス'ウィキンス - Keyboards
- エイブ・ラボリエル・ジュニア - Drums
- ラスティ・アンダーソン – guitar
- ブライアン・レイ - guitar, bass,